# Трихотиломанија
Трихотиломанија (од грч. трихо - коса, тилен - вући, и манија — trichotillomania), односно навика чупања косе, је поремећај контроле импулса чији је главни симптом чупање длака са тијела, обично из косе, али и са других дијелова тијела. У дјечјем узрасту се јавља подједнако код дјечака и дјевојчица, а код одраслих 80-90% пријављених случајева су жене. Новија истраживања указују да постоје генетичке предиспозиције за ово обољење (видјети одјељак „Насљедност“ испод).
Трихотиломанију могу покренути други психолошки поремећаји, попут депресије или стреса. Премда се не знају тачни подаци јер се велики број случајева не пријављује на лијечење због стида исл. процјењује се да нпр. у Сједињеним Америчким Државама око 2-4% популације пати од овог обољења.

## Лијечење
Одређени видови психотерапије могу бити корисни као додатно средство поред коришћења медикамената. На примјер, у једном виду психотерапије пацијент се учи да на вријеме препозна импулс који га тјера на чупање косе и да га преусмјери на неки други импулс. Пацијент се усмјерава да води дневник кад је чупао косу, на који датум и у које вријеме, колико длака је ишчупао, као и о чему је размишљао у том тренутку. На тај начин пацијент се учи да препозна уобичајене ситуације у којима чупа косу и развије стратегију за избјегавање истих.
Лијечење употребом клорипрамина, трицикличног антидепресива, у једној студији се показало као прилично успјешно.
Медикаменти попут прозака и других антидепресива заснованих на селективној инхибицији серотонина помоћу понављаног узимања имају ограничен успјех у третирању овог обољења и обично имају значајне контра-индикације. У својој књизи „Проблем чупања косе: Комплетан водич за трихотиломанију“, амерички аутор Фред Пензел тврди да антидепресиви могу и да погоршају стање обољелог од трихотиломаније.

## Насљедност
Истраживања Марија Р. Капечија (итал. Mario R. Capecchi) са медицинског института „Хауард Хјуз“ дала су повода за сумњу да је чупање косе, односно трихотиломанија, насљедна. У експериментима циљаних прекида експресије хомеотичког гена Hoxb8 у мишевима, хомозиготни носиоци ових прекида су се након отприлике 3,5 седмице старости претјерано тимарили,, са 100% пенетрабилности ове особине. Мишеви су тимарећи се стварали „флеке“ на неким дијеловима крзна, чак и са озљедама коже.